# 剛体架線

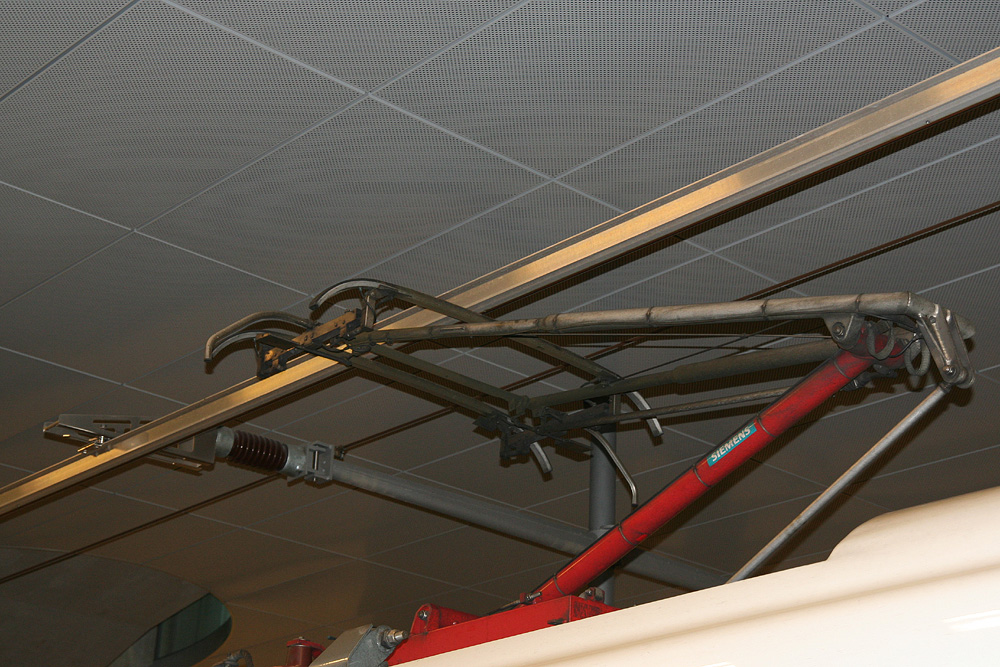
剛体架線

剛体架線（ごうたいかせん）とは電気鉄道の車両の給電に用いられる架空電車線（架線）の一種で、剛体（棒状）のトロリー線をいう。

## 概要
電気運転の地下鉄道で建設費を抑えるためにトンネル断面を小さくする方法としては、車両の屋根上に広い空間が必要な架空電車線方式ではなく、第三軌条方式が古くから用いられてきた。しかし、次第に拡大する通勤圏と、それに伴う旅客の増大に対応するため、地下鉄と一般的な架空電車線方式を採用する地上の郊外路線とを相互に直通運転させる必要性が高まると、双方の車両の集電方式の相違は大きな問題となる。地下トンネルを従来通りとし、地上側を第三軌条方式とすることも可能ではあるが、新規建設ではない場合、架空電車線を全て第三軌条に転換する工事が必要となり、転換したとしても離線や騒音の面で高速運転に適さず、踏切の構造が一気に複雑化し、全区間で感電、短絡、踏切障害事故を防ぐ措置などが必要となるなど、デメリットが非常に多くなる。
そこで、ワイヤーによってトロリー線を吊り支える「吊架線」とそのための空間が不要で、断線による落下の危険も物理的に防止できる剛体架線が採用されることとなった。断線しない点は地下トンネルだけではなく、作業空間に限りのある地上のトンネルでも保守上の利点となる。
構造は、トンネルの天井にアルミ合金製のT形材を支持碍子に取り付け、この下でトロリー線をアルミ合金製イヤーによって連結固定するようになっている。また、車両側では、集電装置の最低作用高さを低めることが必要である。
断線の可能性は低くなるものの、トロリー線が剛性支持となることで、スライダー（パンタグラフの、架線と接触する部分）の摩耗・離線率などの点では不利となる。剛体架線区間で運転される車両はこれを回避するため、スライダー部分の構造や材質の変更で架線追従性を高めたり、パンタグラフ自体の数を増やすなどの処置で離線を抑えている。
架線の柔軟性がないために高速運転には向かず、一般的な方式では90km/hを超える速度での運転ができないとされる 。そのため、近畿日本鉄道では新青山トンネルなどのトンネル区間において、一般の架線と同じような構造を持ちながらトロリー線の剛体化を行った架線を用いており、最高130km/hの高速運転と断線の防止の両立を図っている（架線の構造としては、シンプルカテナリ式およびコンパウンドカテナリ式がある）。
一般的な吊架線式に比べてトロリー線の断面積が大きく大電流に強いため、エアセクション内に停車した際に発生する溶断事故は起こりにくいともされる。

## 使用範囲
架空電車線式の地下鉄の多くで採用されている。また、一般鉄道の地下ターミナル駅などでも、垂直方向の寸法に余裕が取れない場合などでの使用例がある。
日本国内で初めて剛体架線方式を採用したのは、営団地下鉄（現・東京地下鉄）日比谷線（地下区間）である。営団地下鉄では、丸ノ内線までは他路線との直通運転を行わないことから第三軌条を採用していたが、日比谷線では相互直通運転の関係で、架空電車線方式を採用することが必要となったためである。日比谷線での採用を前に、丸ノ内線新大塚 - 茗荷谷間のトンネル部に仮設の剛体架線試験設備を設け、貨物用モーターカーに試験用パンタグラフを取り付けて走行させ、実用化試験を行っている。
中央本線などのトンネル断面が狭小な区間向けに、高速運転可能な物を開発する研究も進められている。
仙山線の一部のトンネルは剛体架線方式を採用している。
また、特殊な例として、蓄電池駆動電車の充電用架線は離線・摩耗の心配がないため、大きな電流に対応して急速充電ができる剛体架線が採用されており、烏山線烏山駅、男鹿線男鹿駅に設置されている。

## 日本における剛体架線の採用例
※は剛体コンパウンドカテナリ架線採用路線。
- JR

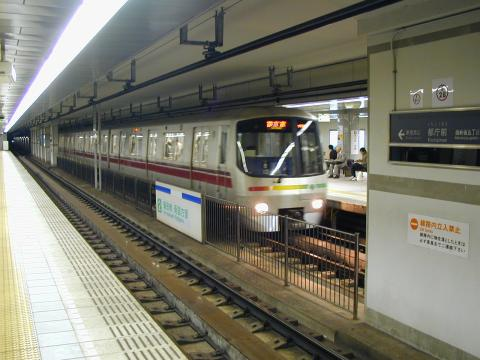
都営地下鉄大江戸線

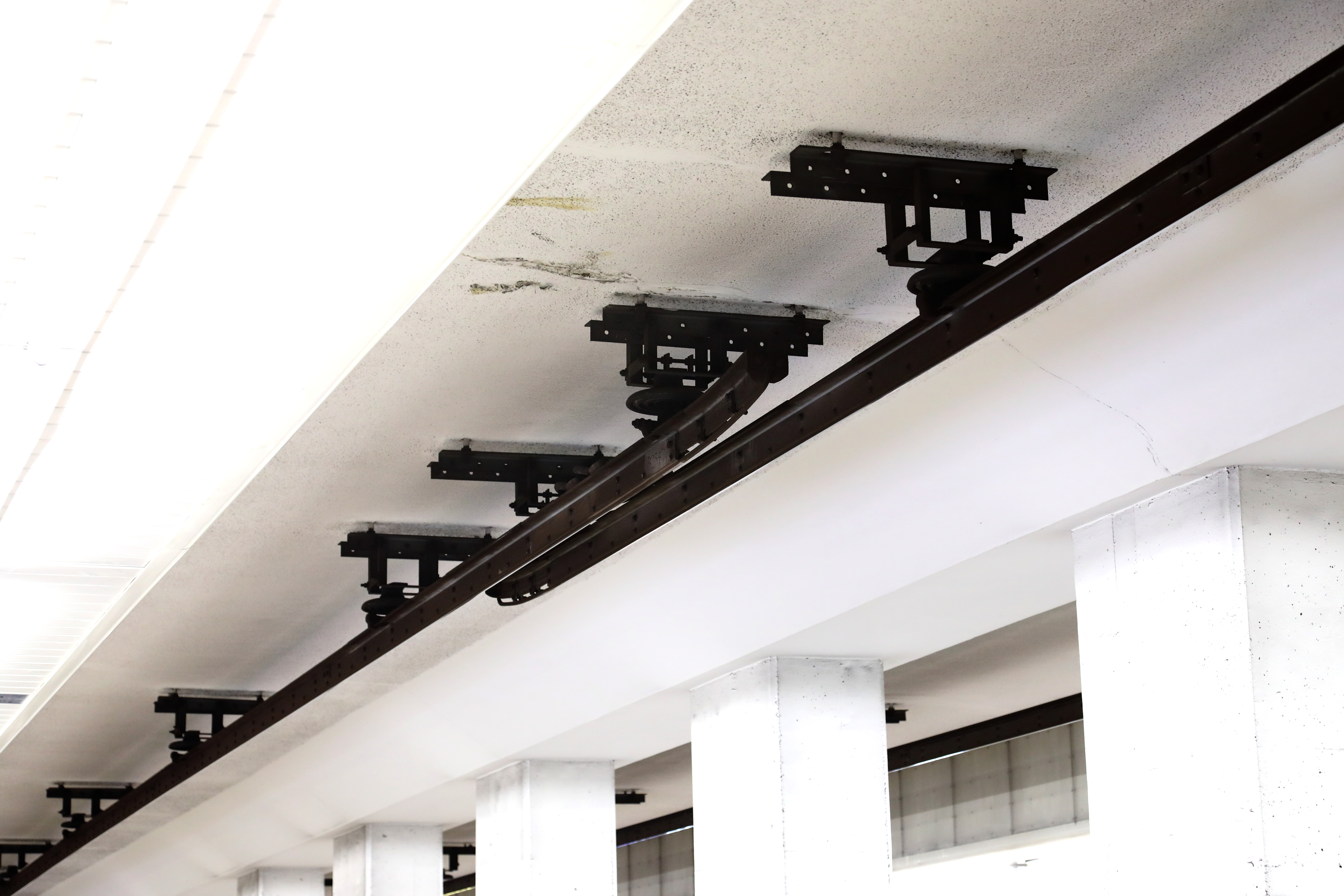
東京メトロ日比谷線、秋葉原駅構内にあるエアセクション

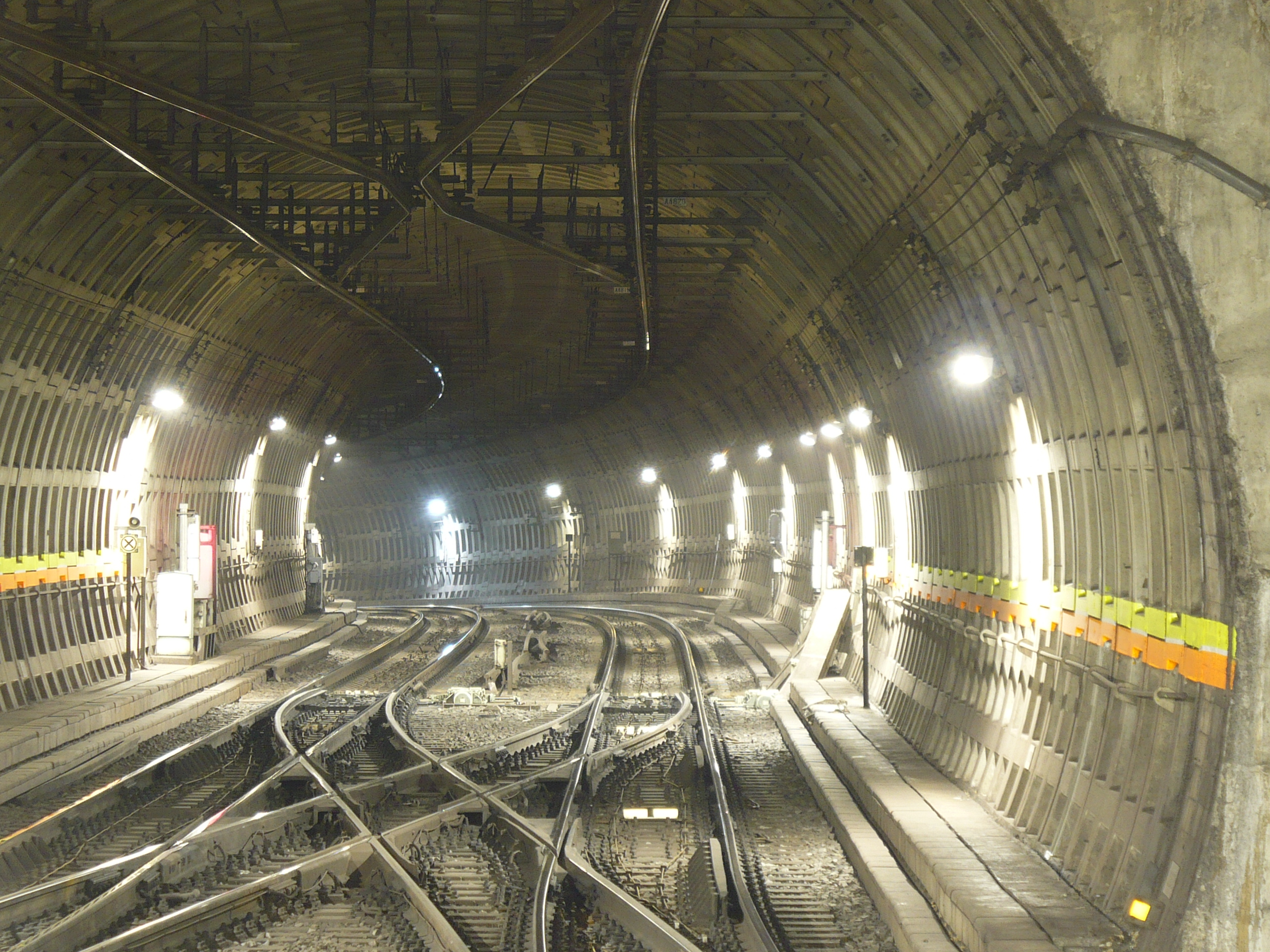
半蔵門線水天宮前駅付近の複雑に架設された剛体架線

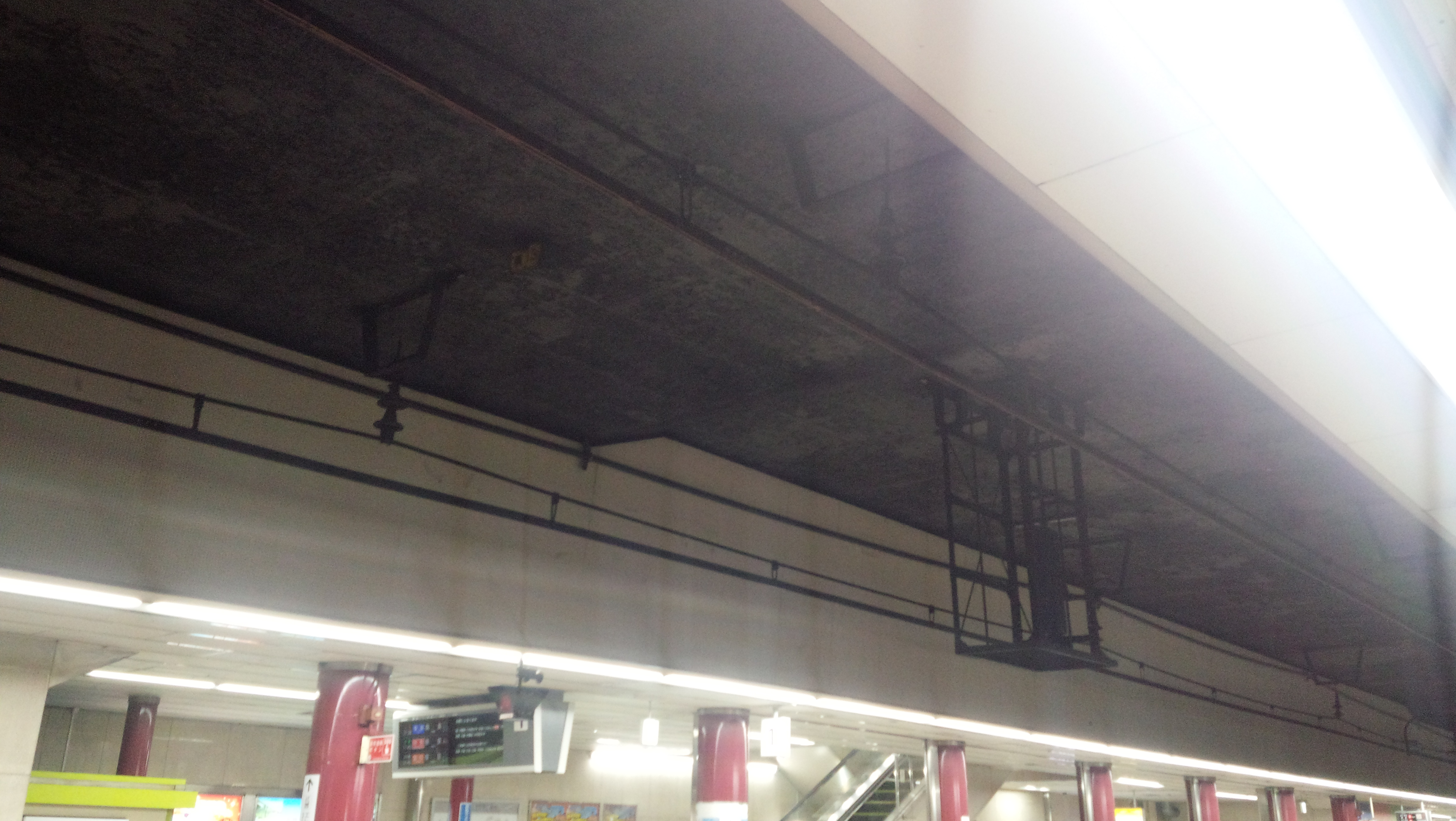
近鉄難波線で採用されているシンプルカテナリー式の剛体架線（大阪上本町駅地下ホーム）

  - 西日本旅客鉄道（JR東西線・関西本線（大和路線）JR難波駅構内および付近の地下線）
  - 東日本旅客鉄道（仙山線の一部矮小トンネル）
- 地下鉄
  - 仙台市地下鉄（南北線・東西線）
  - 東京地下鉄（日比谷線・東西線・千代田線・有楽町線・半蔵門線・南北線・副都心線）
  - 都営地下鉄（大江戸線・三田線白金高輪構内及び南北線共有区間のみ）
  - 横浜市営地下鉄（グリーンライン）
  - 名古屋市営地下鉄（鶴舞線・桜通線・上飯田線）
  - 大阪市高速電気軌道（堺筋線※・長堀鶴見緑地線・今里筋線）
  - 京都市営地下鉄
  - 神戸市営地下鉄（西神・山手線※・北神線北神トンネル・海岸線）
  - 札幌市営地下鉄（東西線・東豊線）
  - 福岡市地下鉄
- 大手私鉄
  - 近畿日本鉄道（大阪線新青山トンネル※や地下線等）
  - 京阪電気鉄道（京阪本線、鴨東線、中之島線および京津線地下線）
  - 西武鉄道（西武有楽町線の練馬駅直前まで）
  - 東急電鉄（東横線渋谷 - 代官山間地下線及び東白楽 - 横浜間地下線・目黒線不動前 - 洗足間地下線・東急新横浜線）
  - 小田急電鉄（新宿駅地下ホーム構内、代々木上原 - 梅ヶ丘間の地下化区間）
  - 名古屋鉄道（名鉄名古屋駅地下トンネル構内）
  - 阪神電気鉄道（神戸高速線・高速神戸駅 - 新開地駅の一部区間、阪急神戸高速線と重複）
- その他
  - 東葉高速鉄道（東葉高速線の地下区間）
  - 首都圏新都市鉄道（つくばエクスプレス線の秋葉原 - 南千住間）
  - 小田急箱根（鉄道線の早川橋梁上）
  - 立山黒部貫光（立山トンネルトロリーバスの一部区間※）
- 過去の使用例
  - 静岡鉄道（静岡清水線 新静岡駅3番線）[5]
  - 日本国有鉄道→西日本旅客鉄道（桜島線北港運河第一橋梁＜安治川口駅 - 桜島駅間＞）[7]

日本で最初の事例は当時の営団地下鉄日比谷線であり、2番目の事例は京阪本線の天満橋駅 - 淀屋橋駅間である。